# Pfarrkirche Leitzersdorf

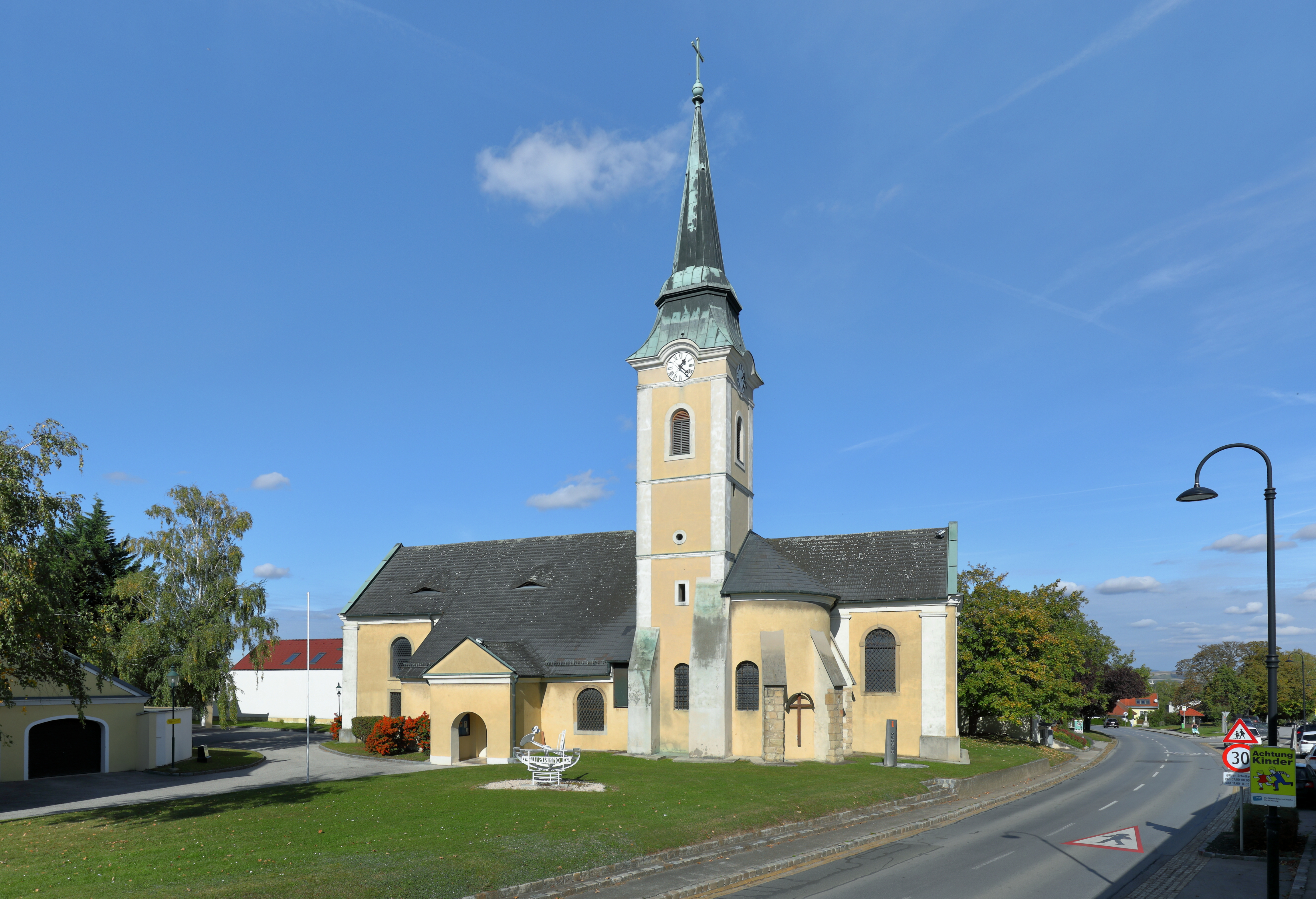
Katholische Pfarrkirche hl. Jakob der Ältere in Leitzersdorf

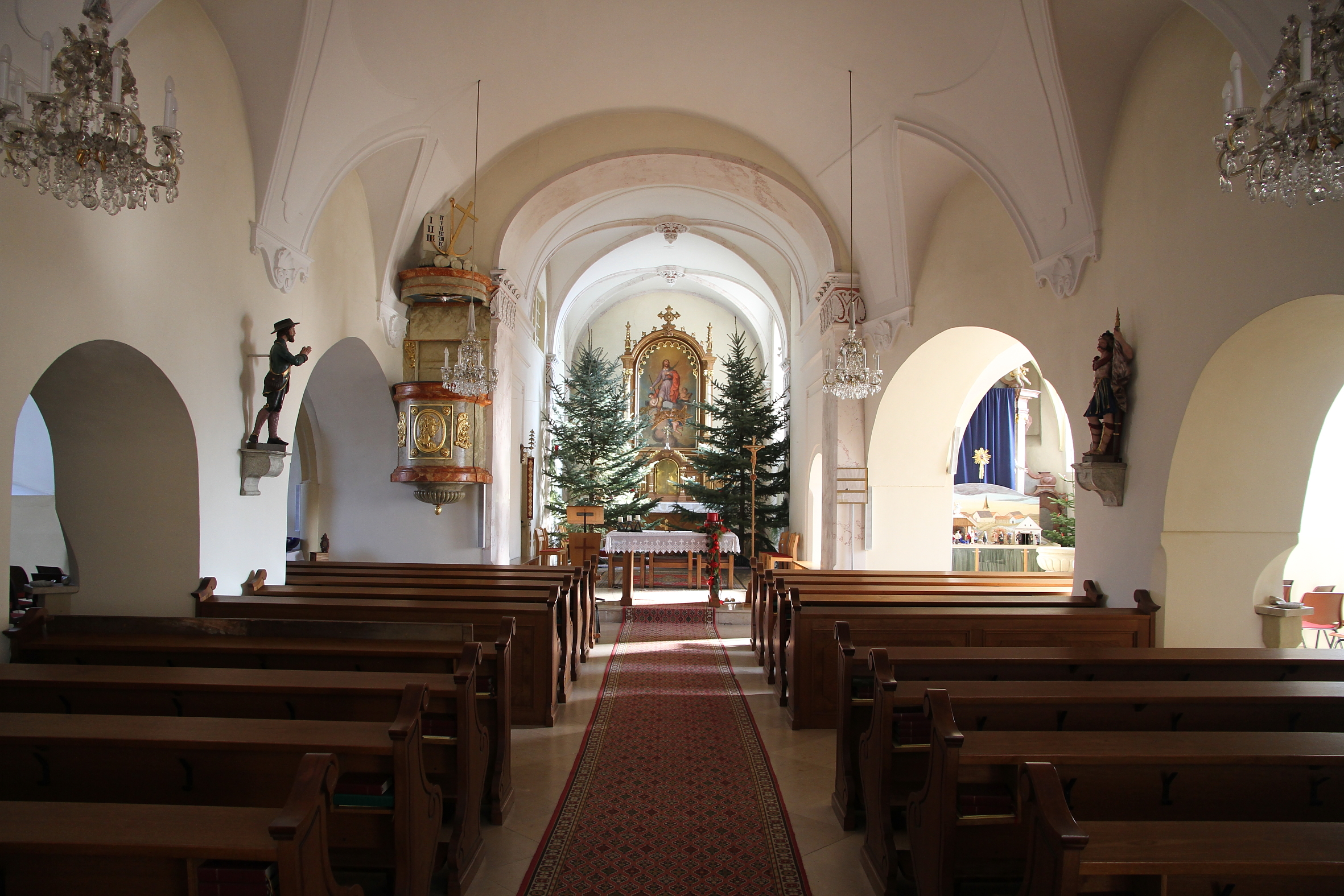
Langhaus, Blick zum Chor

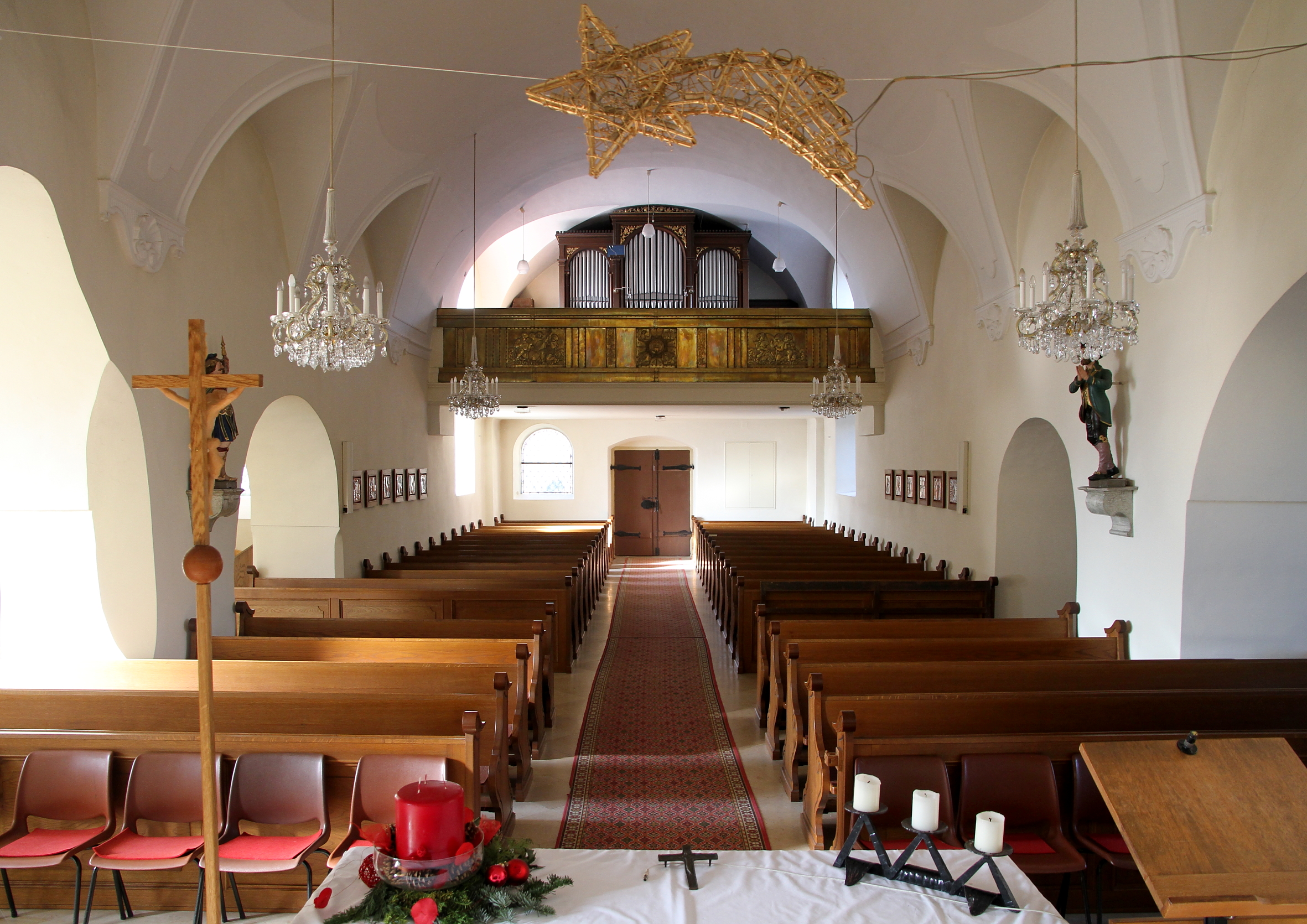
Langhaus, Blick zur Empore

Die römisch-katholische Pfarrkirche Leitzersdorf steht erhöht an der Spitze des Angers im Süden der Ortschaft der Gemeinde Leitzersdorf in Bezirk Korneuburg in Niederösterreich. Die Kirche unter dem Patrozinium des heiligen Jakobus des Älteren gehört zum Dekanat Stockerau in der Erzdiözese Wien. Sie steht unter Denkmalschutz (Listeneintrag).

## Geschichte
Die Pfarre wurde um 1685 gegründet.

## Architektur
Die Kirche ist im Kern romanisch und gotisch. Im Laufe ihrer Geschichte wurde sie barock verändert und durch barocke Seitenschiffe erweitert. Zum Teil ist sie von der ehemaligen Kirchhofmauer umgeben.
Das Langhaus hat ein Satteldach. Das Mittelschiff wurde 1721 im Westen erweitert, die Fassaden zeigen Eckpilaster und barocke Rundbogenfenster. An den Seitenschiffen gibt es übergiebelte Portalvorbauten von 1737 mit Rundbogenöffnungen. Der übergiebelte rechteckige Hauptchor hat abgerundete Ecken und ist wie die Westerweiterung gegliedert. An der Südseite des Hauptchors steht ein gotischer Kapellenanbau aus der ersten Hälfte des 14. Jahrhunderts mit einem barock gerundeten Fünfachtelschluss und Strebepfeilern, über dem Kapellenjoch steht der barocke Turm von 1709 mit einer Faschen- und Gesimsgliederung, Uhrengiebeln und einem späteren Pyramidenhelm. Im nördlichen Chorwinkel steht ein zweigeschoßiger Sakristei- und Oratoriumsanbau von 1787.
Das Kircheninnere zeigt im östlichen Joch ein im Kern romanisches Mittelschiff mit einem Stichkappentonnengewölbe aus 1614 mit einer spätbarocken Stuckgliederung über Schabrackenkonsolen aus dem Ende des 18. Jahrhunderts, die Südostecke ist abgeschrägt, seitlich gibt es Rundbogendurchbrüche zu den Seitenschiffen, die westliche Erweiterung des Mittelschiffes aus 1721 hat ein Stichkappentonnengewölbe und eine um 1900 eingezogene flache Orgelempore, die Emporenbrüstung hat eine reliefierte Metallverkleidung in secessionistischem Stil. Der wohl im Kern mittelalterliche Chor hat wohl nach einer Erweiterung um 1721 einen geraden Schluss und zeitgleiche Sakristeiportalgewände und eine Ausstattung mit Stuckmarmor aus dem Ende des 18. Jahrhunderts. Das nördliche Seitenschiff hat ein gotisches Ostjoch mit einem Kreuzrippengewölbe mit Rosettenschlussstein auf Rundstäben aus dem Ende des 14. Jahrhunderts. Das südliche Seitenschiff hat barocke Stichkappentonnen und nach einem Rundbogen eine nebenchorartige gotische Kapelle aus dem ersten Viertel des 14. Jahrhunderts, einjochig mit einem Fünfachtelschluss und einem Kreuzrippengewölbe mit Schlusssteinen auf Konsolen, im Polygon mit einem vermauerten Spitzbogenfenster und zum Hauptchor mit einer Arkadenöffnung mit einem gotischen Flachbogensturz.
Die Wandmalerei im Polygon der südlichen Kapelle zeigt die hl. Barbara und Ungläubiger Thomas aus der Mitte des 14. Jahrhunderts, im Joch ein Lunettenbild Mariä Verkündigung und in der Kappe ein Medaillonbild hl. Johannes Evangelist und ein Pflanzenornament sowie eine Einfassung der Rippen aus der ersten Hälfte des 17. Jahrhunderts.

## Einrichtung
Der Hochaltar mit einem Tabernakel um 1826 ist eine marmorierte rundbogige in Einzelformen gotisierende Säulenädikula, er zeigt das Altarblatt Glorie des hl. Jakobus des Älteren gemalt von Jakob Cimbal 1826 und trägt die seitlichen Statuetten der Heiligen Johannes Evangelist und Petrus.
Der Seitenaltar aus 1756 im Nebenchor ist ein marmoriertes Doppelpilasterretabel mit einem Volutenauszug und Opfergangsportalen, er zeigt das Altarblatt Heiliger Wandel und das Auszugsbild Gottvater von Leopold Kastner 1842 und trägt die Seitenfiguren der Heiligen Joachim und Anna um 1756.
Die Kanzel schuf Jakob Tutzschek 1822, der trommelförmige Korb zeigt das Reliefmedaillon Christusbüste.
Die Orgel baute Johann M. Kauffmann 1887.